# Rejon zołotuchiński
Rejon zołotuchiński (ros. Золотухинский район) – jednostka administracyjna wchodząca w skład obwodu kurskiego w Rosji.
Centrum administracyjnym rejonu jest osiedle typu miejskiego Zołotuchino.

## Geografia
Powierzchnia rejonu wynosi 1157,29 km², co stanowi 3,7 proc. całego obwodu.
Graniczy z rejonami: kurskim, fatieżskim, ponyrowskim, szczigrowskim oraz z obwodem orłowskim.
Główne rzeki to: Snowa i Tuskar.
Klimat rejonu jest umiarkowanie kontynentalny z niedoborem opadów. Średnia tyemperatura powietrza zimą wynosi od -7 do -9 °C, zas latem od +20 do +22 °C. Zwykle zima zaczyna się częstymi deszczami lub śniegiem z deszczem. Pokrywa śnieżna rzadko pojawia się przed połową grudnia. Zima jest długa (do końca marca) z częstymi odwilżami.

## Historia
Rejon powstał w roku 1929 z ówczesnego rejonu swobodińskiego, a w 1934 wszedł w skład nowo utworzonego obwodu kurskiego.

## Demografia
W 2018 rejon zamieszkiwało 21 413 mieszkańców, w tym 4536 na terenach miejskich.

## Miejscowości
W skład rejonu wchodzi: 1 osiedle typu miejskiego i 19 sielsowietów i 136 miejscowości.